# Мазники
Мазни́ки — село в Україні, у Деражнянській міській громаді Хмельницького району Хмельницької області. Герб села є промовистим.

## Назва
Місцева легенда розповідає, що назва села походить від лісника, який жив при дорозі та виготовляв для чумаків суміш для змазування коліс у возах в спеціальних діжках-«мазницях» та саме від цієї назви пішла назва села Мазники.

## Символіка
Затверджена 1 листопада 2013 р. рішенням № 1 сесії сільської ради. Автор — І. Д. Янушкевич.

### Герб
Щит розтятий. У першій червоній частині на зеленій базі золота чверть дерев'яного колеса від селянського воза зі срібним ободом, над яким золота перекинута діжка-мазниця з срібними обручами, з якої стікає на втулку колеса золота краплина. У другій лазуровій частині золотий сигль «С» древньоцерковним шрифтом, який перетинається срібним гусячим пером і увінчаний срібним православним хрестом. На межі полів вгорі золоте сяюче шістнадцятипроменеве сонце. Щит обрамований золотим декоративним картушем i увінчаний золотою сільською короною. Картуш знизу обрамлений зеленими гілками липи з золотим цвітом. На срібній девізній стрічці зелений напис «МАЗНИКИ».

### Прапор
Квадратне полотнище розділене вертикально на дві рівновеликі смуги — синю древкову і червону. На синій смузі угорі жовте сяюче шістнадцятипроменеве сонце, на червоній унизу жовта діжка з білим ободом. У центрі жовтий сигль «С» древньоцерковними шрифтом, який перетинається білим гусячим пером.

## Географія
Подільське село Мазники розкинулось на подільській височині в західній частині України.

## Історія
Перша письмова згадка про поселення Мазники — 1493 року.
Церква святого Іоанна Предтечі збудована у 1762—1770 роках — була дерев'яна триверха, мала притвори з півночі та півдня, ризницю, паламарню. Дерев'яна дзвіниця збудована у 1808 року окремо від церкви. Родина Сіцінських в селі з кінця XVIII століття і до 1898 року була священниками в церкві.
(20) листопада 1917 року, відповідно до Третього Універсалу Української Центральної Ради, увійшло до складу Української Народної Республіки.
Внаслідок поразки Визвольних змагань на початку XX століття, село надовго окуповане російсько-більшовицькими загарбниками.
1932—1933 роки були важкими для людей села, через організований радянською владою голодомор.
По закінченню Другої світової війни у 1946—1947 роках село вчергове пережило голодомор.
З 24 серпня 1991 року село Мазники в складі незалежної України.
2004 року село газифіковане.
Відповідно до розпорядження Кабінету Міністрів України № 727-р від 12 червня 2020 року «Про визначення адміністративних центрів та затвердження територій територіальних громад Хмельницької області», увійшло до складу Деражнянської міської громади.
19 липня 2020 року, в результаті адміністративно-територіальної реформи та ліквідації Деражнянського району, село увійшло до складу Хмельницького району.
До 2020 орган місцевого самоврядування — Мазниківська сільська рада.

## Музей Юхима Сіцінського
Музей на честь Юхима Йосиповича розташований неподалік сільської школи. Двоповерхова будівля заповнена стелажами з книгами, виглядає занедбаною станом на 2020 рік.

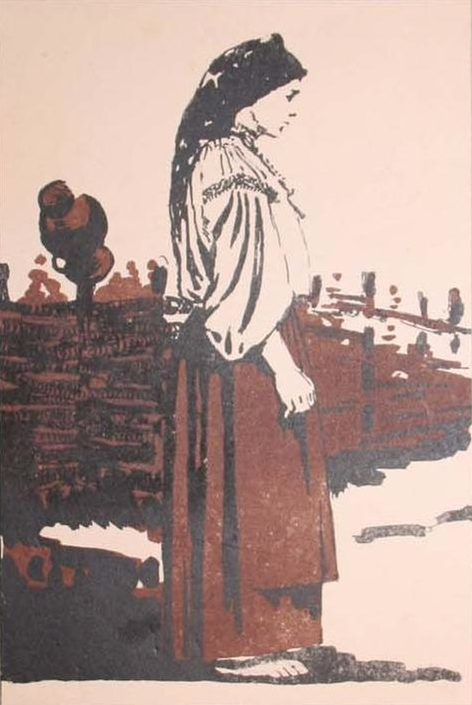
Жінка в сорочці й хустці , селянський одяг Мазники
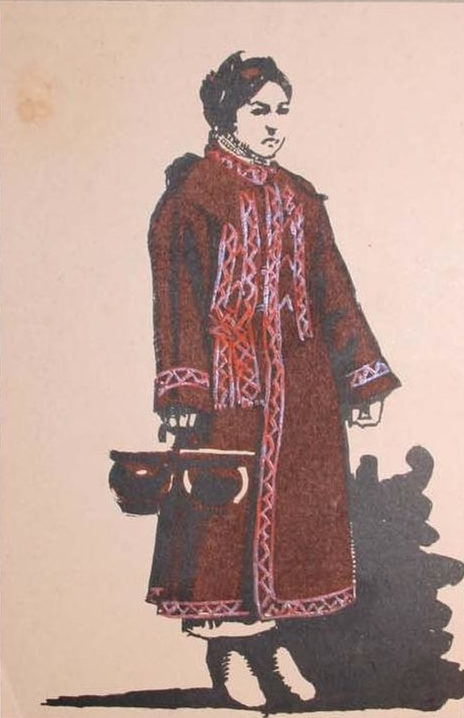
Дівчина в «опанчі», селянський одяг Мазники
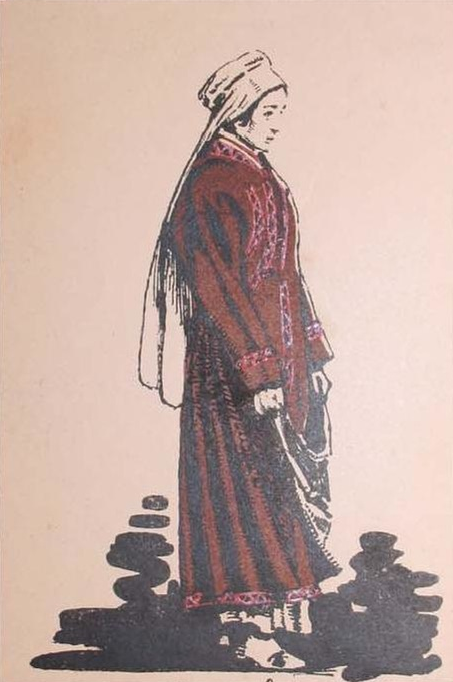
Молодиця «опанчі» й «намітці», селянський одяг Мазники

## Населення
Населення становить 714 осіб станом на 2001 рік.

### Мова
У селі поширена західноподільська говірка, що відноситься до подільського говору, який належить до південно-західного наріччя.

## Інфраструктура
Селі Мазники діють:
- амбулаторія,
- будинок культури,
- будинок-інтернат для людей похилого віку,
- бібліотека,
- школа,
- садочок,
- магазини,
- музей «Юхима Сіцінського».

Також є закинута військова частина, яка заростає хащами.

## Відомі уродженці
- Юхим (Євтим, Євфимій) Йосипович Сіцінський (Січинський, Сіцинський) (27 жовтня 1859, Мазники — 7 грудня 1937, Кам'янець-Подільський) — український історик, археолог і культурно-громадський діяч Поділля, православний священик, член Історичного товариства Нестора-літописця (від 1896), дійсний член НТШ (від 1899) і Українського наукового товариства в Києві (від 1906), Київського товариства охорони пам'ятників старовини та мистецтва.
- Нашілов Богдан Петрович — український військовослужбовець, учасник російсько-української війна.[5]